# Estación de São Torcato
La Estación Ferroviaria de São Torcato, también conocida como Estación de São Torcato, es una plataforma ferroviaria de la Línea de Vendas Novas, que sirve a la localidad de São Torcato, en el ayuntamiento de Coruche, en Portugal.

## Descripción

### Vías de circulación y plataformas
En enero de 2011, disponía de dos vías de circulación, con 690 y 656 metros de longitud; también tenía dos plataformas, con 40 y 45 metros de extensión, y 35 y 30 centímetros de altura.

## Historia
La línea fue inaugurada el 15 de enero de 1904.